# Drei Gleichnisse zur Wachsamkeit
Die drei Gleichnisse zum Thema Wachsamkeit (das Gleichnis von den wachsamen Knechten, das Gleichnis vom Hausherrn und dem Dieb und das Gleichnis vom klugen und vom bösen Knecht) sind ein in unterschiedlichen Versionen und Textfassungen überlieferter Komplex von Gleichnissen Jesu, die angesichts des Wartens auf die Wiederkunft Christi die Notwendigkeit zur Wachsamkeit anhand von Beispielerzählungen unterstreichen, die von Knechten, von einem Hausbesitzer bzw. von verschiedenen Verwaltern handeln. Die Gleichnisse sind in den Evangelien nach Matthäus (Mt 24,42–51 ), Markus (Mk 13,33–37 ) und Lukas (Lk 12,35–48 ) überliefert.

## Einteilung, Aufbau und Wortlaut
Gleichnishaft ausgebaute Mahnungen zur Wachsamkeit sind in ähnlicher Form in allen drei synoptischen Evangelien überliefert. Papst Franziskus spricht von „drei kurzen Gleichnissen zum Thema der Wachsamkeit“: das Gleichnis von den Knechten, die in der Nacht die Rückkehr ihres Herrn erwarten; das Bild vom wachsamen Hausherrn, den der Dieb in der Nacht nicht überraschen kann; und das Gleichnis vom Verwalter eines Hauses, der seine Autorität nach der Abreise des Herrn missbraucht und bei dessen unerwarteter Rückkehr dabei ertappt und grausam bestraft wird. Nach seinem Gegenbild, dem treu nach dem Willen des Eigentümers wirtschaftenden Verwalter, der die Arbeiter mit allem versorgt und vom Herrn nach dessen Rückkehr reich belohnt wird, wird das letzte Gleichnis – zumeist in der Form nach Lk 12,42ff. – in lutherischer Tradition auch Gleichnis vom treuen Haushalter genannt.

### Markus
Gleichnis von den wachsamen Knechten
Die Aufforderung zur Wachsamkeit im Markusevangelium wird durch das Beispiel von Knechten verdeutlicht, die die Rückkehr ihres Herrn von einer Reise erwarten müssen. Der Text lautet in der Lutherübersetzung (Lutherbibel 2017):

„Seht euch vor, wachet! Denn ihr wisst nicht, wann die Zeit da ist. Es ist wie bei einem Menschen, der über Land zog und verließ sein Haus und gab seinen Knechten Vollmacht, einem jeden seine Arbeit, und gebot dem Türhüter, er sollte wachen: So wacht nun; denn ihr wisst nicht, wann der Herr des Hauses kommt, ob am Abend oder zu Mitternacht oder um den Hahnenschrei oder am Morgen, damit er euch nicht schlafend finde, wenn er plötzlich kommt. Was ich aber euch sage, das sage ich allen: Wachet!“

### Lukas
Gleichnis von den wachsamen Knechten und Gleichnis vom Hausherrn und dem Dieb
Die von Lukas überlieferte Form umfasst zwei Teile: die eigentliche Gleichnisrede und ein anschließendes Gespräch Jesu mit seinen Jüngern. Der erste Teil der Rede ist selbst wiederum zweigeteilt und nennt als Beispiele für Wachsamkeit einerseits Knechte, die auf die nächtliche Rückkehr ihres Herrn von einer Hochzeit zu ungewisser Stunde warten, und andererseits einen Hausherrn, der sich durch ständige Wachsamkeit vor Einbrechern schützen muss. Die gesamte Passage ist in der Lutherbibel überschrieben mit „Vom Warten auf das Kommen Christi“, der Text lautet dort (revidierte Fassung von 1984):

„Lasst eure Lenden umgürtet sein und eure Lichter brennen und seid gleich den Menschen, die auf ihren Herrn warten, wann er aufbrechen wird von der Hochzeit, damit, wenn er kommt und anklopft, sie ihm sogleich auftun. Selig sind die Knechte, die der Herr, wenn er kommt, wachend findet. Wahrlich, ich sage euch: Er wird sich schürzen und wird sie zu Tisch bitten und kommen und ihnen dienen. Und wenn er kommt in der zweiten oder in der dritten Nachtwache und findet’s so: selig sind sie. Das sollt ihr aber wissen: Wenn ein Hausherr wüsste, zu welcher Stunde der Dieb kommt, so ließe er nicht in sein Haus einbrechen. Seid auch ihr bereit! Denn der Menschensohn kommt zu einer Stunde, da ihr’s nicht meint.“

Gleichnis vom klugen und vom bösen Knecht (= Gleichnis vom treuen Haushalter)
Nach einer Zwischenfrage des Petrus erzählt Jesus ein drittes Gleichnis zum Thema der Wachsamkeit, das von einem bösartigen Gutsverwalter handelt, der sich in Abwesenheit des Herrn betrinkt und die Arbeiter schlägt. Ihm wird ein guter Verwalter gegenübergestellt, der vom zurückkommenden Herrn belohnt wird. Außerdem werden Knechte genannt, die aus Fahrlässigkeit oder Unwissenheit unklug oder nachlässig handeln und deswegen weniger streng zu bestrafen seien als der böse Knecht (Text: Lutherbibel 1984):

„Petrus aber sprach: Herr, sagst du dies Gleichnis zu uns oder auch zu allen? Der Herr aber sprach: Wer ist denn der treue und kluge Verwalter, den der Herr über seine Leute setzt, damit er ihnen zur rechten Zeit gibt, was ihnen zusteht? Selig ist der Knecht, den sein Herr, wenn er kommt, das tun sieht. Wahrlich, ich sage euch: Er wird ihn über alle seine Güter setzen. Wenn aber jener Knecht in seinem Herzen sagt: Mein Herr kommt noch lange nicht, und fängt an, die Knechte und Mägde zu schlagen, auch zu essen und zu trinken und sich voll zu saufen, dann wird der Herr dieses Knechtes kommen an einem Tage, an dem er’s nicht erwartet, und zu einer Stunde, die er nicht kennt, und wird ihn in Stücke hauen lassen und wird ihm sein Teil geben bei den Ungläubigen. Der Knecht aber, der den Willen seines Herrn kennt, hat aber nichts vorbereitet noch nach seinem Willen getan, der wird viel Schläge erleiden müssen. Wer ihn aber nicht kennt und getan hat, was Schläge verdient, wird wenig Schläge erleiden. Denn wem viel gegeben ist, bei dem wird man viel suchen; und wem viel anvertraut ist, von dem wird man umso mehr fordern.“

### Matthäus
Gleichnis vom Hausherrn und dem Dieb und Gleichnis vom klugen und vom bösen Knecht
Auch das Matthäusevangelium unterstreicht in Jesu Endzeitrede auf dem Ölberg die Mahnung zur Wachsamkeit (Mt 24,42 ) durch eine anschließende, aus zwei Beispielgeschichten bestehende Gleichnisrede: An erster Stelle steht hier das Gleichnis vom Hausherrn, der den Zeitpunkt eines Einbruchs in sein Haus nicht im Voraus kennt (Fassung der Einheitsübersetzung 2016):

„Bedenkt dies: Wenn der Herr des Hauses wüsste, in welcher Stunde in der Nacht der Dieb kommt, würde er wach bleiben und nicht zulassen, dass man in sein Haus einbricht. Darum haltet auch ihr euch bereit! Denn der Menschensohn kommt zu einer Stunde, in der ihr es nicht erwartet.“

Anschließend folgt die beispielhafte Gegenüberstellung eines treuen und eines schlechten Knechts, die sich darin unterscheiden, dass der eine das Gesinde in Abwesenheit des Herrn gut behandelt und bei dessen Rückkehr dafür belohnt wird, während der zweite die Abwesenheit nutzt, um seine Untergebenen zu schlagen und zu misshandeln, wobei er von dem zurückkehrenden Herrn überrascht und entsprechend bestraft wird (Fassung der Elberfelder Bibel):

„Wer ist nun der treue und kluge Knecht, den sein Herr über seine Dienerschaft gesetzt hat, um ihnen die Speise zu geben zur rechten Zeit? Glückselig jener Knecht, den sein Herr, wenn er kommt, bei solchem Tun finden wird! Wahrlich, ich sage euch, er wird ihn über seine ganze Habe setzen. Wenn aber jener als böser Knecht in seinem Herzen sagt: Mein Herr lässt auf sich warten, und anfängt, seine Mitknechte zu schlagen, und isst und trinkt mit den Betrunkenen, so wird der Herr jenes Knechtes kommen an einem Tag, an dem er es nicht erwartet, und in einer Stunde, die er nicht weiß, und wird ihn entzweischneiden und ihm sein Teil festsetzen bei den Heuchlern; da wird das Weinen und das Zähneknirschen sein.“

## Deutung
In den Gleichnissen, die von wachsamen Knechten und vom wachsamen Hausherrn handeln, geht es um das Warten auf das Kommen Christi. Die Gegenwart wird als schwierige Zeit der Abwesenheit Jesu gekennzeichnet, deren Ende nicht abzusehen ist und die deshalb besondere Wachsamkeit erfordert, um sich in der Treue zum Herrn zu bewähren. Das Leben der Jünger Jesu soll stets auf das Anbrechen der Gottesherrschaft gerichtet sein, mit dem sie zu jeder Zeit rechnen müssen. Das endgültige Kommen der Gottesherrschaft vollzieht sich bei der Rückkehr Jesu Christi, bei der er sich als Herr offenbaren wird.
Diese Situation der Jünger wird in der nach gängiger Ansicht in ihrer Grundform aus der Logienquelle Q stammenden Überlieferung mit der von Knechten verglichen, die zu sehr fortgeschrittener Stunde (die dritte Nachtwache ist die letzte) auf ihren Herrn warten. Die Zuwendung, welche die treugebliebenen Knechte bei dessen Ankunft erfahren sollen, übersteigt bei weitem alles, was ein Knecht normalerweise als Belohnung erwarten kann.
Im Gleichnis vom treuen Haushalter bzw. seinem Gegenbild, dem schlechten und bösen Verwalter, tritt der ‚soziale‘ Aspekt der Verwaltung des Gottesreiches in Form des Gebens und Austeilens von Wohltaten in den Vordergrund, besonders dadurch, dass als Kernaufgabe des Verwalters in Abwesenheit des Herrn explizit das Geben von Lohn und Nahrung dargestellt wird. Klugheit und Wachsamkeit bestehen hier darin, die anderen Knechte und Mägde nicht zu misshandeln und den Willen des Gutsherrn, der auf deren Wohl gerichtet ist, auch in dessen Abwesenheit zu beherzigen. Diese – in der redaktionell stark bearbeiteten lukanischen Fassung auch durch den Gesprächskontext – leicht auf die Funktion der Apostel, Bischöfe und Priester beziehbare Stoßrichtung des Gleichnisses wird insbesondere von Augustinus von Hippo aufgegriffen, der die Ausspendemetapher mit der priesterlichen „Austeilung des Brotes“ in Verbindung setzt.

## Rezeption
Der Jurist und Liederdichter Johann Burchard Freystein (1671–1718) machte 1695 das Gleichnis zur Grundlage seines zehnstrophigen Chorals Mache dich, mein Geist, bereit, der im EG (387) mit sechs Strophen wiedergegeben ist. Die besondere Offensive des Einbruchs unterstreicht die – hier allerdings ungedruckt gebliebene – Strophe 4:

„Wache! dass dich Satanslist / Nicht im Schlaf antreffe, / Weil er sonst behende ist, / Dass er dich beäffe: / Denn Gott gibt, / Die er liebt, / Oft in seinen Strafen, / Wenn sie sicher schlafen.“